# Oloʻua
Olo‘ua ist eine bewohnte Insel in der tonganischen Inselgruppe Vavaʻu.

## Geographie
Olo‘ua liegt südlich der Hauptinsel Vavaʻu zwischen den Inseln Okoa und Mafana. Im Westen liegt die Landzunge von Makave. An der Nordseite der Insel befindet sich die kleine Siedlung.

## Klima
Das Klima ist tropisch heiß, wird jedoch von ständig wehenden Winden gemäßigt. Ebenso wie die anderen Inseln der Vavaʻu-Gruppe wird Olo‘ua gelegentlich von Zyklonen heimgesucht.